# Žarko Marković
Žarko Marković (Cetinje, 1 de junho de 1986) é um handebolista profissional catari, nascido em Montenegro.